# Grand Prix de Plouay 2004
La 68e édition du Grand Prix de Plouay a eu lieu le 29 août 2004. La course disputée sur 226 kilomètres est remportée par le Français Didier Rous.

## Classement final
|    | Cycliste         | Pays      | Équipe                             |    | Temps           |
| -- | ---------------- | --------- | ---------------------------------- | -- | --------------- |
| 1  | Didier Rous      | France    | Brioches La Boulangère             | en | 4 h 31 min 27 s |
| 2  | Serge Baguet     | Belgique  | Lotto-Domo                         | +  | 0 s             |
| 3  | Guido Trentin    | Italie    | Cofidis                            |    | 2 s             |
| 4  | Danilo Hondo     | Allemagne | Gerolsteiner                       |    | 2 s             |
| 5  | Giulio Tomi      | Italie    | Vini Caldirola-Nobili Rubinetterie |    | 2 s             |
| 6  | Vladimir Duma    | Ukraine   | Landbouwkrediet-Colnago            |    | 2 s             |
| 7  | Patrick Calcagni | Suisse    | Vini Caldirola-Nobili Rubinetterie |    | 2 s             |
| 8  | Cédric Vasseur   | France    | Cofidis                            |    | 2 s             |
| 9  | Sergio Barbero   | Italie    | Lampre                             |    | 2 s             |
| 10 | Fabian Wegmann   | Allemagne | Gerolsteiner                       |    | 2 s             |